# 罗歇·韦龙
罗歇·韦龙（法語：Roger Veyron，1933年6月15日—），法国篮球运动员，场上位置是大前锋。他曾代表法国国家队参加1956年夏季奥运会男子篮球比赛，最终获得第四名。